# 박성환 (1978년)
박성환(1978년 9월 3일 ~ )은 대한민국의 뮤지컬 배우이다.

## 학력
- 단국대학교 연극영화학과

## 출연 작품

### 뮤지컬
- 《아이다》
- 《정조》
- 《라이어 타임》
- 《보이첵》
- 《파이브 코스 러브》
- 《어쌔신》
- 《두 도시 이야기》
- 《울지마 톤즈》
- 《조로》
- 《잭 더 리퍼》
- 《투란도트》
- 《분홍병사》
- 《연탄길》
- 《소울메이트》
- 《드라큘라: 더 뮤지컬?》
- 《결혼》
- 《마리아 마리아》
- 《찬스》
- 《렌트》
- 《밑바닥에서》
- 《지킬 앤 하이드》
- 《지하철 1호선》

### 연극
- 《갈매기》